# Liste der Baudenkmäler in Gachenbach
Auf dieser Seite sind die Baudenkmäler in der oberbayerischen Gemeinde Gachenbach zusammengestellt. Diese Tabelle ist eine Teilliste der Liste der Baudenkmäler in Bayern. Grundlage ist die Bayerische Denkmalliste, die auf Basis des Bayerischen Denkmalschutzgesetzes vom 1. Oktober 1973 erstmals erstellt wurde und seither durch das Bayerische Landesamt für Denkmalpflege geführt wird. Die folgenden Angaben ersetzen nicht die rechtsverbindliche Auskunft der Denkmalschutzbehörde.

## Baudenkmäler nach Ortsteilen

### Gachenbach
| Lage                           | Objekt                             | Beschreibung | Akten-Nr.             | Bild                               |
| ------------------------------ | ---------------------------------- | --- | --------------------- | ---------------------------------- |
| Beinbergstraße 4 (Standort)    | Ehemalige Schule                   | zweigeschossiger Satteldachbau mit Giebelaufsätzen, um 1850/65. | D-1-85-131-2 Wikidata | Ehemalige Schule                   |
| Untere Ortsstraße 2 (Standort) | Katholische Filialkirche St. Georg | Saalkirche mit Flachdecke, spätromanische Anlage um 1300, der Sattelturm spätgotisch erhöht; mit Ausstattung; Friedhofsmauer mit Strebepfeilern, wohl 18. Jahrhundert. | D-1-85-131-1 Wikidata | Katholische Filialkirche St. Georg |

### Birglbach
| Lage                     | Objekt      | Beschreibung | Akten-Nr.              | Bild |
| ------------------------ | ----------- | --- | ---------------------- | ---- |
| Steinbergfeld (Standort) | Feldkapelle | kleiner, halbrunder geschlossener Satteldachbau, im Kern 18. Jahrhundert, zweite Hälfte 19. Jahrhundert umgebaut; mit Ausstattung; von drei Kastanienbäumen umstanden. | D-1-85-131-21 Wikidata | BW   |

### Etzlberg
| Lage                      | Objekt     | Beschreibung                                                                     | Akten-Nr.             | Bild |
| ------------------------- | ---------- | -------------------------------------------------------------------------------- | --------------------- | ---- |
| Weilacher Feld (Standort) | Hofkapelle | neugotischer kleiner Satteldachbau mit eingezogenem Chor, 1858; mit Ausstattung. | D-1-85-131-4 Wikidata | BW   |

### Habertshausen
| Lage                  | Objekt                                         | Beschreibung                                                                    | Akten-Nr.             | Bild |
| --------------------- | ---------------------------------------------- | ------------------------------------------------------------------------------- | --------------------- | ---- |
| Kirchweg 7 (Standort) | Katholische Filialkirche St. Philipp und Jakob | kleiner Saalbau mit Dachreiter, zweite Hälfte 17. Jahrhundert; mit Ausstattung. | D-1-85-131-5 Wikidata | BW   |

### Maria Beinberg
| Lage                        | Objekt                                         | Beschreibung | Akten-Nr.             | Bild |
| --------------------------- | ---------------------------------------------- | --- | --------------------- | ---- |
| Maria Beinberg (Standort)   | Katholische Wallfahrtskirche Unsere Liebe Frau | barockisierte Saalkirche, letztes Viertel 15. Jahrhundert, im späten 17. Jahrhundert Turmerhöhung und Anbau einer Kapelle (jetzt Sakristei), im Inneren 1767 umgestaltet; mit Ausstattung. | D-1-85-131-6 Wikidata | BW   |
| Maria Beinberg (Standort)   | Durchgangskapelle                              | 19. Jahrhundert; mit Ausstattung; unterhalb der Kirche. | D-1-85-131-8 Wikidata | BW   |
| Maria Beinberg 2 (Standort) | Ehemaliges Benefiziatenhaus                    | zweigeschossiger Satteldachbau mit Kastenerker, errichtet in Formen des Heimatstils, von Heinrich Neu, 1910.                                                                               | D-1-85-131-7 Wikidata | BW   |

### Peutenhausen
| Lage                             | Objekt                                      | Beschreibung                                                                                          | Akten-Nr.              | Bild |
| -------------------------------- | ------------------------------------------- | --- | ---------------------- | ---- |
| Hauptstraße 26 b (Standort)      | Feldkapelle                                 | kleiner Walmdachbau mit Lisenengliederung, Mitte 18. Jahrhundert                                      | D-1-85-131-10 Wikidata | BW   |
| Hörzhausener Straße 2 (Standort) | Katholische Filialkirche Hl. Dreifaltigkeit | spätgotischer Saalbau, verputzter Backsteinbau mit Dachreiter, Ende 15. Jahrhundert; mit Ausstattung. | D-1-85-131-9 Wikidata  | BW   |

### Sattelberg
| Lage                    | Objekt                     | Beschreibung                                             | Akten-Nr.              | Bild |
| ----------------------- | -------------------------- | -------------------------------------------------------- | ---------------------- | ---- |
| Ortsstraße 6 (Standort) | Ehemaliges Kleinbauernhaus | eingeschossiger Satteldachbau mit Zwerchgiebel, um 1925. | D-1-85-131-11 Wikidata | BW   |

### Weilach
| Lage                     | Objekt                                    | Beschreibung | Akten-Nr.              | Bild |
| ------------------------ | ----------------------------------------- | --- | ---------------------- | ---- |
| Dorfstraße 63 (Standort) | Katholische Pfarrkirche Unsere Liebe Frau | Saalkirche, erbaut 1737, 1860/62 umgestaltet und verlängert; mit Ausstattung; Friedhofsmauer, mit Deckziegeln, 18./19. Jahrhundert. | D-1-85-131-13 Wikidata | BW   |
| Dorfstraße 64 (Standort) | Ehemalige Volksschule                     | jetzt Kindergarten, zweigeschossiger Walmdachbau mit angebauter Lehrerwohnung, mit Jugendstilanklängen, um 1910.                    | D-1-85-131-15 Wikidata | BW   |

### Westerham
| Lage                             | Objekt   | Beschreibung | Akten-Nr.              | Bild |
| -------------------------------- | -------- | --- | ---------------------- | ---- |
| Westerhamer Straße 18 (Standort) | Gutshaus | eingeschossiger neubarocker Bau mit Mansard-Walmdach, Zwerchgiebeln, abgeschrägten Ecken und reicher Architekturgliederung, wohl um 1900. | D-1-85-131-20 Wikidata | BW   |

## Abgegangene Baudenkmäler
In diesem Abschnitt sind Objekte aufgeführt, die früher einmal in der Denkmalliste eingetragen waren, jetzt aber nicht mehr existieren, z. B. weil sie abgebrochen wurden. Aktennummern in diesem Abschnitt sind ehemalige, jetzt nicht mehr gültige Aktennummern.

| Lage                       | Objekt                | Beschreibung                                                                                              | Akten-Nr.              | Bild |
| -------------------------- | --------------------- | --- | ---------------------- | ---- |
| Weilach Schäfflerstraße () | Ehemaliges Bauernhaus | eingeschossiger Satteldachbau mit Giebelschulter und zwei Giebelgesimsen, erstes Drittel 19. Jahrhundert. | D-1-85-131-19 Wikidata |      |